# Baum Unternehmensgruppe
Die BAUM Unternehmensgruppe (kurz: BAUM Gruppe) ist ein Konzern mit Sitz in Hannover unter Führung der BAUM Holding GmbH. Die Gruppe ist zum einen als Investor und Projektentwickler im Immobilien-Bereich tätig. In eigenem Bestand hat die Gruppe ca. 5000 Wohnungen, sie betreibt auch drei Hotels der Marriott-Gruppe.
Bis zum 31. Dezember 2021 war ein Betätigungsfeld die Systemgastronomie: In einem Joint Venture mit Burger King hält die Baum-Gruppe u. a. die Subfranchise-Rechte für den deutschen Markt und hat 98 eigene Burger King-Restaurants betrieben. Sie war dabei mit 80 % an der Burger King Deutschland GmbH beteiligt. Die Baum Gruppe hat die Mehrheitsbeteiligung an der Burger King Deutschland an den US-amerikanischen McWin Food Ecosystem Fund zum 1. Januar 2022 verkauft.

## Immobilienbesitz (Auswahl)

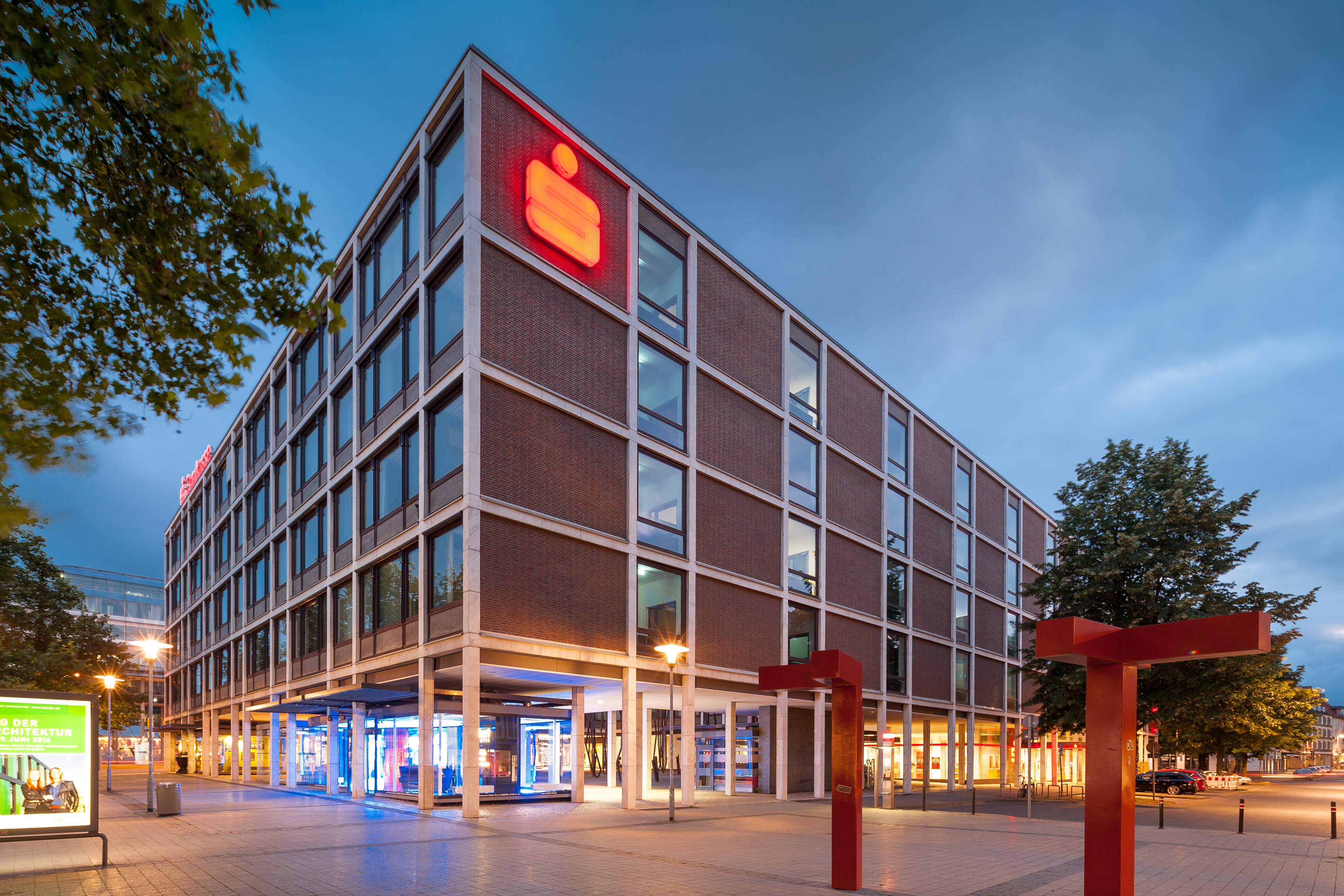
Hannover, Bürogebäude Aegidientorplatz 1
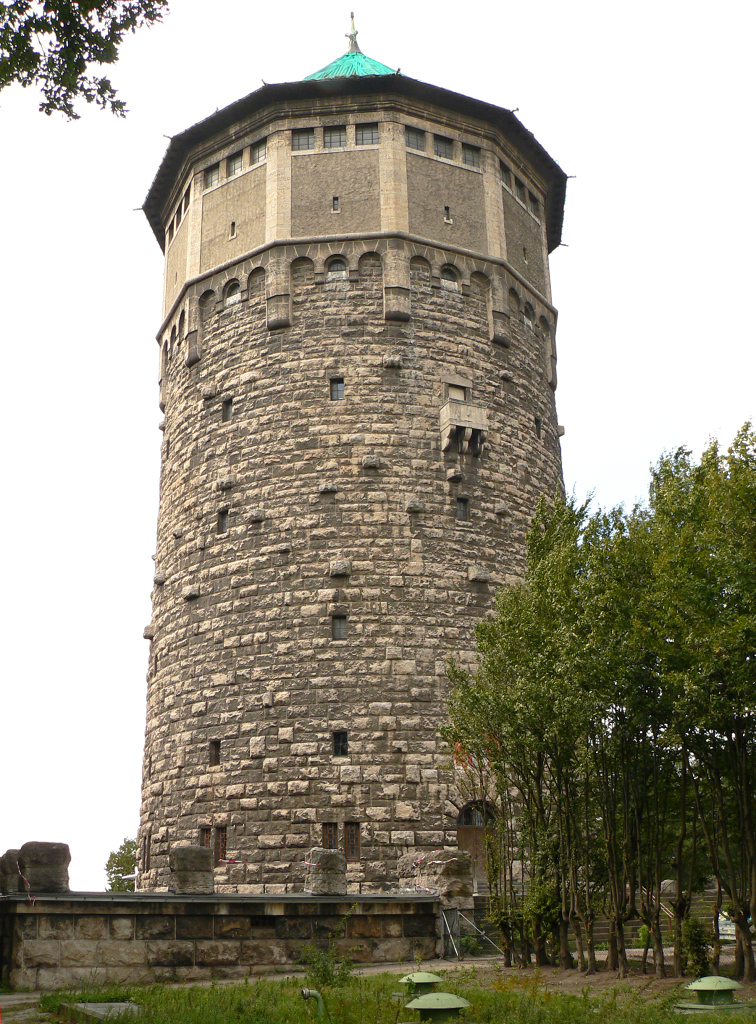
Hannover, Wasserturm
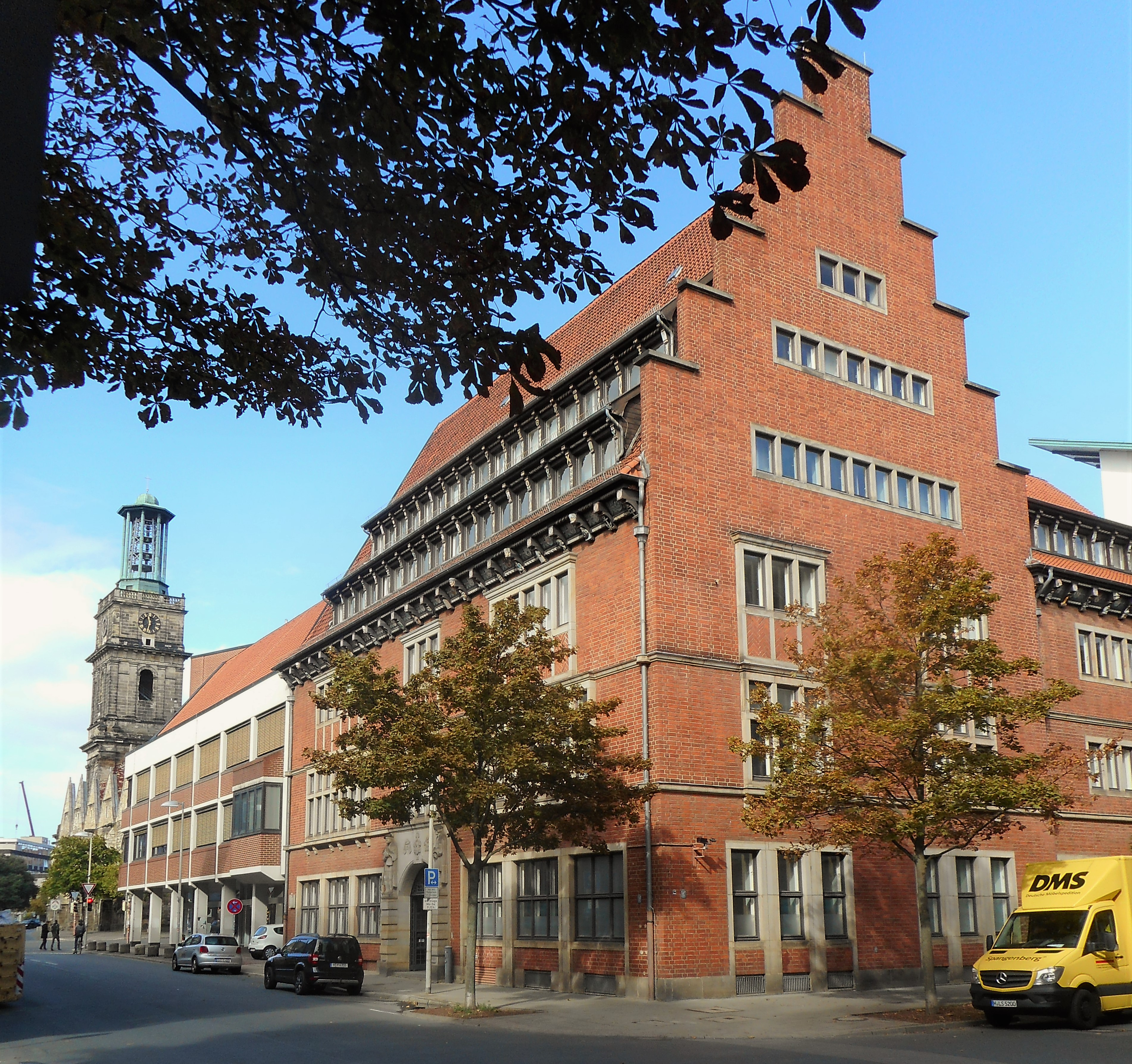
Hannover, Georgswall, Ecke Breite Straße